# La Flamengrie (Nord)
La Flamengrie è un comune francese di 441 abitanti situato nel dipartimento del Nord nella regione dell'Alta Francia.
In ragione di vari accordi nei trattati del xvii °  secolo, Flamengrie fu oggetto di numerosi scambi di terreno tra la Francia ed i Paesi Bassi, prima spagnoli e poi austriaci.
Oggigiorno è quindi in una curiosa posizione di confine, quasi un'enclave francese nel territorio della città belga di Roisin, con dei confini internazionali assai complessi.
Nel sito sono ancora visibili i cippi storici di confine, già numerati in 65, di cui una ventina sono ancora esistenti, che rappresentano un patrimonio storico originale.

## Società

### Evoluzione demografica
Abitanti censiti